# Deutsche Eishockey-Meisterschaft 1931
Die Deutsche Eishockey-Meisterschaft 1931 war die 15. Austragung dieser Titelkämpfe.
Die Vorrunde fand am 17. und 18. Januar 1931 auf dem Riessersee bei Garmisch-Partenkirchen statt. Das Endspiel wurde am 21. Januar 1931 im Berliner Sportpalast ausgetragen.
In der Vorrunde gelang dem ostpreußischen Vertreter VfB Königsberg ein überraschender Sieg gegen den Gastgeber SC Riessersee. Königsberg war damit die erste Mannschaft im Finale einer deutschen Meisterschaft, die nicht aus Bayern oder Berlin stammte. Im Finale führten die Königsberger nach einem Drittel gegen den Titelverteidiger Berliner Schlittschuhclub, unterlagen letztlich aber deutlich.

## Teilnehmer
Teilnehmen konnten bis zu zwei Mannschaften pro Unterverband:
- Brandenburger Eissportverband:
  - Berliner Schlittschuhclub (Titelverteidiger)
  - SC Brandenburg (nach Qualifikation)
- Bayerischer Eissport-Verband:
  - SC Riessersee
  - Münchener EV
- Südwestdeutscher Eissport-Verband:
  - SEC Schwenningen
- Landesverband Ostdeutschland (Ostpreußen):
  - VfB Königsberg

In Berlin konnte die Meisterschaft nicht zu Ende gespielt werden, da im Berliner Sportpalast arbeiten ausgeführt wurden und für eine Meisterschaft auf Natureis das Wetter zu milde war. Der Brandenburger Eissportverband entschied daher, den zweiten Platz neben dem Titelverteidiger Berliner Schlittschuhclub in einem Qualifikationsspiel auszuspielen:
|  | SC Brandenburg | 8:1 | SC Charlottenburg |  |

Der SC Brandenburg konnte aber zur Vorrunde nicht anreisen, so dass in der Gruppe A nur ein Spiel ausgetragen wurde.

## Vorrunde

### Gruppe A
|  | Berliner Schlittschuhclub R.Ball (2) Jaenecke (R.Ball) | 3:1 (1:1, 2:0, 0:0) | Münchener EV | Riessersee, Garmisch |

### Gruppe B
|  | SC Riessersee | 10:0 (3:0, 2:0, 5:0) | SEC Schwenningen | Riessersee, Garmisch |

|  | VfB Königsberg | 4:3 0 | SEC Schwenningen | Riessersee, Garmisch |

|  | SC Riessersee | 3:4 (2:1, 0:2, 1:1) | VfB Königsberg | Riessersee, Garmisch |

|    |                  | Sp | S | U | N | Tore  | Punkte |
| -- | ---------------- | -- | - | - | - | ----- | ------ |
| 1. | VfB Königsberg   | 2  | 2 | 0 | 0 | 08:06 | 4:0    |
| 2. | SC Riessersee    | 2  | 1 | 0 | 1 | 13:04 | 2:2    |
| 3. | SEC Schwenningen | 2  | 0 | 0 | 2 | 03:14 | 0:4    |

Abkürzungen: Sp = Spiele, S = Siege, U = Unentschieden, N = Niederlagen

## Finale
| 21. Januar 1931 | Berliner Schlittschuhclub R.Ball (Jaenecke) R.Ball Jaenecke (3) R.Ball R.Ball (Jaenecke) Holsboer | 9:2 (1:2, 4:0, 4:0) | VfB Königsberg Tellitzky Steinorth | Berliner Sportpalast, Berlin Zuschauer: 2000 |

### Mannschaften
| Deutscher Meister 1931 Berliner Schlittschuhclub | Lincke Max Holsboer – Günther Kummetz Rudi Ball – Gustav Jaenecke – Erich Römer Heinz Ball – Werner Korff – Horst Orbanowski – Beim oder Bayne – Gerhard Ball (?) |
| Deutscher Vizemeister 1931 VfB Königsberg        | Rhode Spiess - Wischnewski G. Tellitzky - A. Steinorth - H. Tellitzky.                                                                                            |